# Seznam raků v Česku
Seznam raků v Česku je seznam druhů raků, kteří se vyskytují na území ČR. Zahrnuje jak druhy původní, tak nepůvodní.

## Seznam
| Druh                                    | Obrázek | Ohrožení dle ČR | Ohrožení dle IUCN | Původ taxonu                                                              |
| --------------------------------------- | ------- | --------------- | ----------------- | ------------------------------------------------------------------------- |
| rak říční Astacus astacus               |         | 5               | 5                 | - původní                                                                 |
| rak kamenáč Austropotamobius torrentium |         | 7               | 2                 | - původní                                                                 |
| rak bahenní Astacus leptodacylus        |         |                 | 3                 | - nepůvodní, evropský původ - výskyt v Česku od 19. století               |
| rak signální Pacifastacus leniusculus   |         |                 | 3                 | - nepůvodní, severoamerický původ - výskyt v Česku od 1980                |
| rak pruhovaný Orconectes limosus        |         |                 | 3                 | - nepůvodní, severoamerický původ - výskyt v Česku od 80. let 20. století |
| rak mramorovaný Procambarus fallax      |         |                 | 3                 | - nepůvodní, severoamerický původ - výskyt v Česku po roce 2000           |